# Grammosolen dixonii
Grammosolen dixonii är en potatisväxtart som först beskrevs av Ferdinand von Mueller och R. Tate, och fick sitt nu gällande namn av L. Haegi. Grammosolen dixonii ingår i släktet Grammosolen och familjen potatisväxter. Inga underarter finns listade i Catalogue of Life.